# Gözde Kırdar
Gözde Kırdar Sonsırma (* 26. Juni 1985 in Kütahya) ist eine türkische Volleyballspielerin.

## Karriere

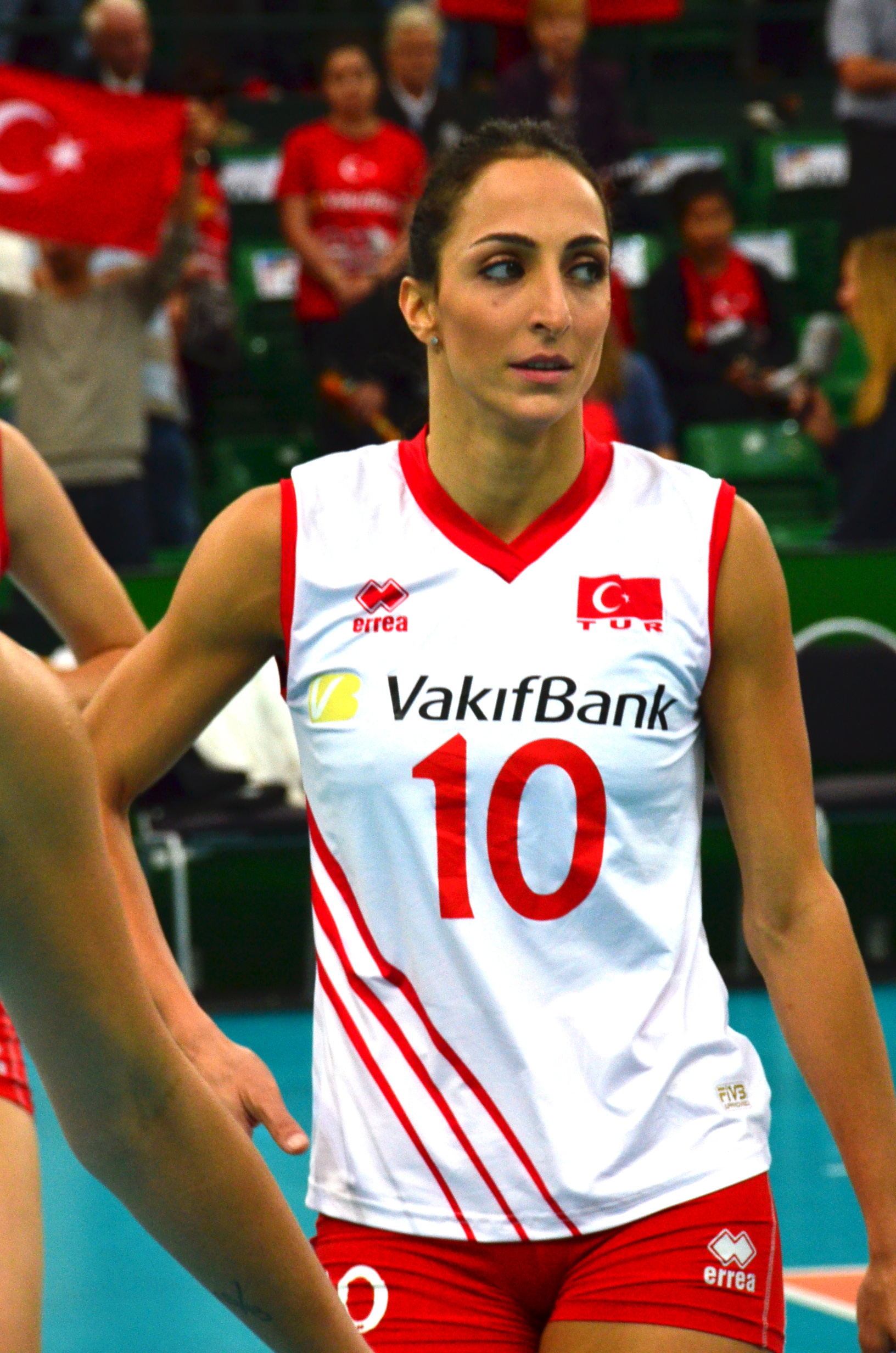
Kırdar Sonsırma bei der EM 2013 gegen Deutschland

Kırdar spielte von 1999 bis 2018 für Vakıfbank Istanbul. In dieser Zeit gewann sie sechsmal die türkische Meisterschaft, dreimal den Pokal, viermal die Champions League und zweimal die Klubweltmeisterschaft.
Von 2003 bis 2017 war Kırdar auch für die türkische Nationalmannschaft aktiv. Höhepunkte ihrer Karriere waren die Olympiateilnahme 2012 in London (Platz sechs) sowie zwei dritte Plätze bei den Europameisterschaften (2011 und 2017).
Kırdar wurde mehrfach als „Wertvollste Spielerin“ (MVP), „Beste Angreiferin“ bzw. „Beste Abwehrspielerin“ ausgezeichnet.

## Privates
Kirdar ist seit 2017 mit ihrem ehemaligen Kraft- und Konditionstrainer, dem Italiener Alessandro Bracceschi verheiratet und hat seit 2019 eine Tochter. Ihre Zwillingsschwester Özge Kırdar ist ebenfalls Volleyballnationalspielerin.